# Олександр Натієв
Олександр Наті́єв (рідше — Натіїв) (1873 — 16 червня 1919) — український військовий діяч, генерал-хорунжий Армії УНР.

## Життєпис

### На службі в російській армії
Закінчив Костянтинівське артилерійське училище (1894), Михайлівську артилерійську академію. Станом на 1 січня 1910 року — штабс-капітан 1-ї Туркестанської артилерійської бригади (Ташкент). Останнє звання у російській армії — генерал-майор.

### На службі в армії УНР
У 1917 році — начальник 6-го важкого мортирного дивізіону 6-го армійського корпусу, зі складу якого у листопаді 1917 року було виділено 2-й Січовий Запорізький корпус. Деякий час був інспектором артилерії цього корпусу. З середини лютого 1918 року — інспектор артилерії Окремого Запорізького загону військ Української Центральної Ради. З 3 березня 1918 року загін переформовано в Окрему Запорізьку бригаду (згодом — Запорізька дивізія) Армії УНР. В кінці березня уряд УНР наказав сформувати на її базі Запорізький корпус, командувачем якого став генерал Олександр Натієв.

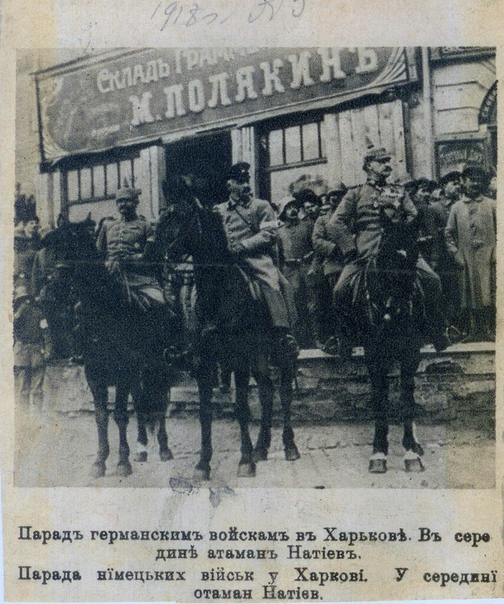
Військовий парад у Харкові. Олександр Натієв посередині.

7 квітня 1918 року сили Запорізького корпусу разом з німецькими військами зайшли в Харків, розбивши більшовицьку 2-гу Особливу армію. Було проведено спільний військовий парад, який приймав також генерал Олександр Натієв.
Після розгону німцями УЦР генерал Натієв відправив лист російському генералу Білого руху Михайлу Дроздовському, частини якого знаходилися в Єфремівці Таганрозького округу. В листі Натієв писав, що відносини між українськими та німецькими військами після перевороту погіршилися, і він хоче зі своєю дивізією, в якій було 1000 офіцерів і 2000 козаків, приєднатися до російської добровольчої армії. На лист Дроздовський відповів, що буде чекати Натієва в Ростові або Новочеркаську. Попри листування, Натієв так і не перейшов в Добровольчу армію.
Продовжував керувати підрозділом після перевороту Павла Скоропадського і згортання корпусу до Окремої Запорізької дивізії.
З 20 травня 1918 року — генеральний хорунжий.
Під час перебування в Україні ерцгерцога Вільгельма Габсбурга (Василь Вишиваний) як командира австрійського військового підрозділу Українських січових стрільців (УСС), Олександр Натієв був його прибічником, не сприймаючи прихід до влади гетьмана Скоропадського.
14 жовтня 1918 року був звільнений за власним проханням.

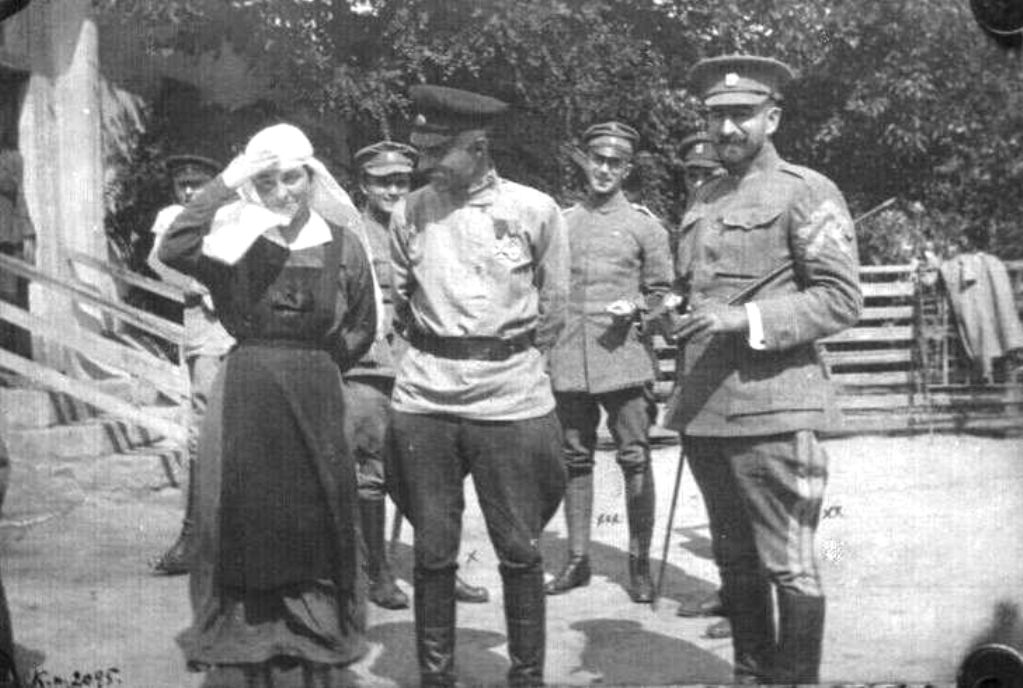
Олександр Натієв (у центрі) та Петро Болбочан (праворуч)

Разом з генералом Костянтином Прісовським (першим командиром Окремого Запорізького загону) займався формуванням т. зв. Окремого загону Вірних Запорожців, що мав увійти до складу військових формувань, що обороняли Київ від військ Директорії. 14—15 грудня 1918 року був арештований, перебував під слідством Верховної слідчої комісії для боротьби з контрреволюцією. Невдовзі — звільнений.

### Подальша доля
Виїхав на Північний Кавказ, де вступив до Збройних Сил Півдня Росії. Навесні 1919 року з наказу Антона Денікіна був призначений інспектором з формування білогвардійських військ на Кавказі (у Батумі). Убитий на вулиці у м. Батумі за невідомих обставин.
За іншою інформацією влітку 1919 року Натієв створив у Батумі Закавказький добровільний батальйон, на чолі якого загинув у бою з більшовиками.

## Оцінки
Борис Монкевич, сотник Армії Української Народної Республіки, у публікації «Слідами новітніх запорожців» так описував Олександра Натієва: 
|  | Натієв був гідним старшиною. Кристалево чесний, бездоганної хоробрости, він швидко став улюбленим командиром. Співчуваючи українському національному рухові, він, як син поневоленої нації, служив своїй новій батьківщині не за страх, а за совість. |

## Вшанування пам'яті
На честь Олександра Натієва названа вулиця в місті Харків.